# Aşağıaydere, Hanak
Aşağıaydere là một xã thuộc huyện Hanak, tỉnh Ardahan, Thổ Nhĩ Kỳ. Dân số thời điểm năm 2010 là 130 người.